# Ussel (Corrèze)
Ussel is een gemeente in het Franse departement Corrèze (regio Nouvelle-Aquitaine). De gemeente telde 9.174 inwoners op 1 januari 2022. De plaats is de onderprefectuur van het arrondissement Ussel.
De hertogen van Ventadour hadden een residentie in Ussel. Zij verplaatsten in 1599 de meierij van Ventadour van Égletons naar Ussel. Ussel wordt genoemd als eerste plaats die Remi en Vitalis aandoen in het boek Alleen op de wereld. 

## Geografie
De oppervlakte van Ussel bedroeg op 1 januari 2022 50,37 vierkante kilometer; de bevolkingsdichtheid was toen 182,1 inwoners per km².
De Diège en de Sarsonne stromen door de gemeente. Ussel wordt beschouwd als de hoofdstad van Haute-Corrèze.
De onderstaande kaart toont de ligging van Ussel met de belangrijkste infrastructuur en aangrenzende gemeenten.

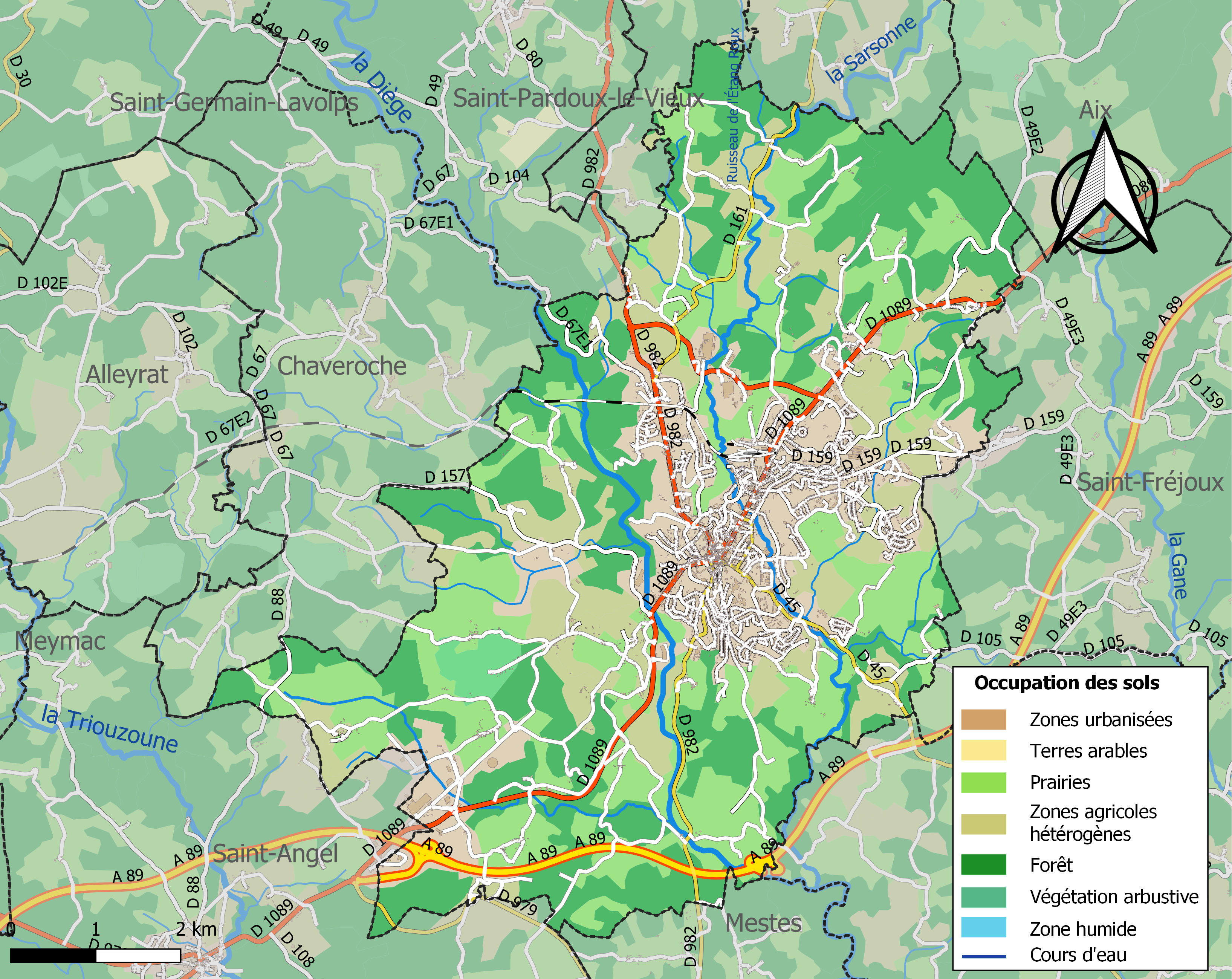

## Verkeer en vervoer
In de gemeente ligt het Station Ussel
De autosnelweg A89 loopt door de gemeente.

## Demografie
Onderstaande figuur toont het verloop van het inwonertal (bron: INSEE-tellingen).

## Afbeeldingen

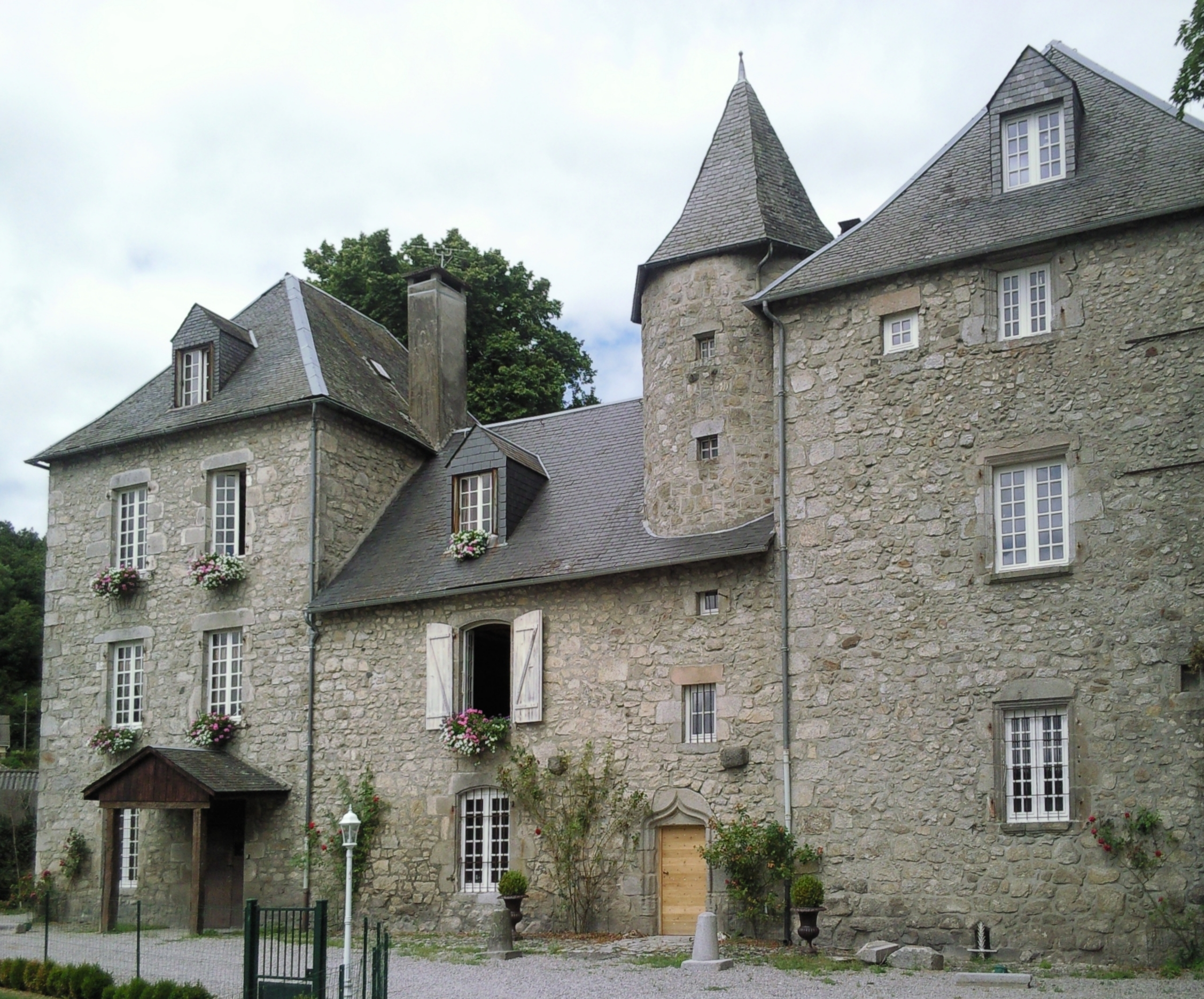
Château de la Borde
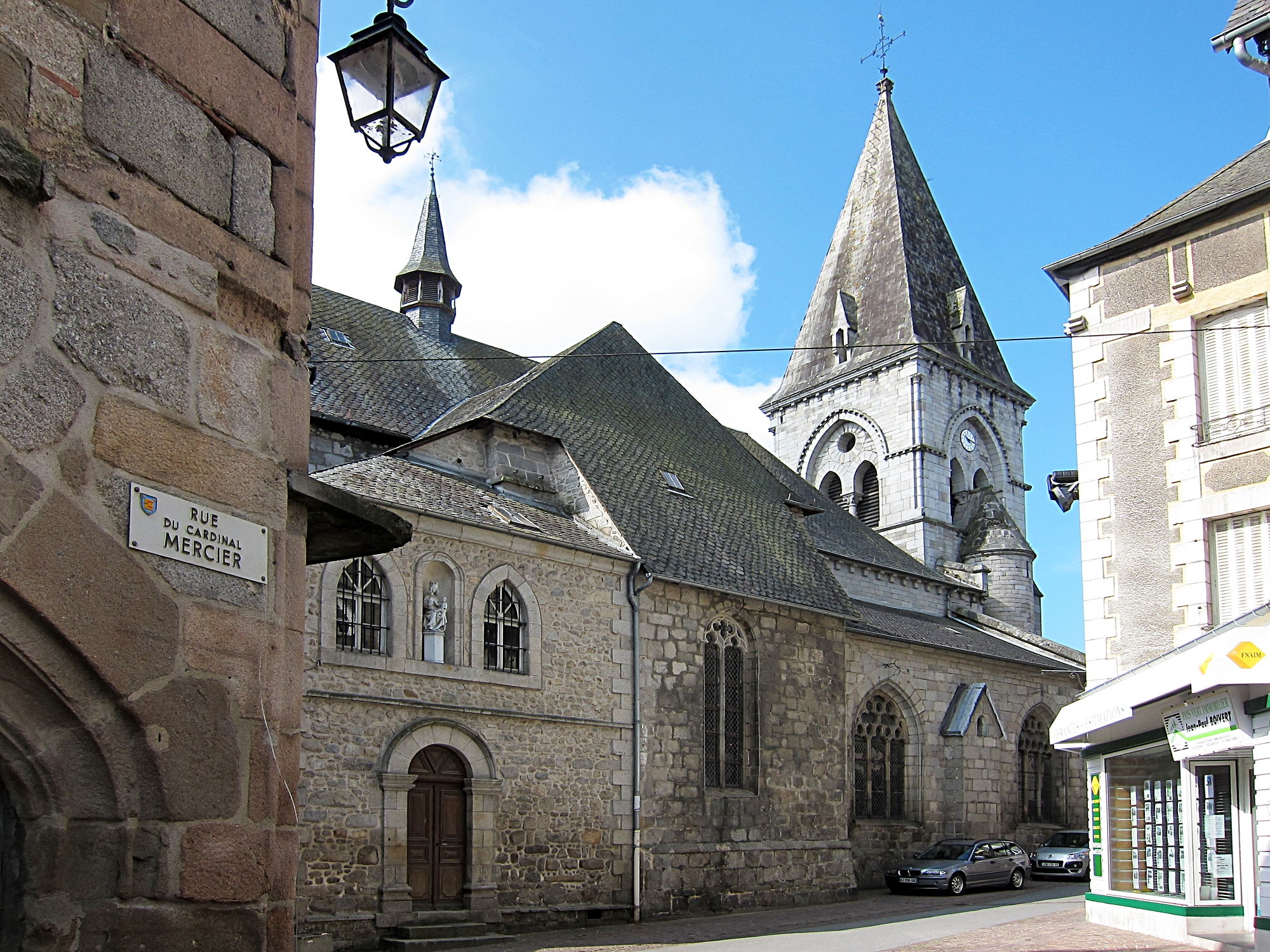
Kerk Saint-Martin (12e eeuw)
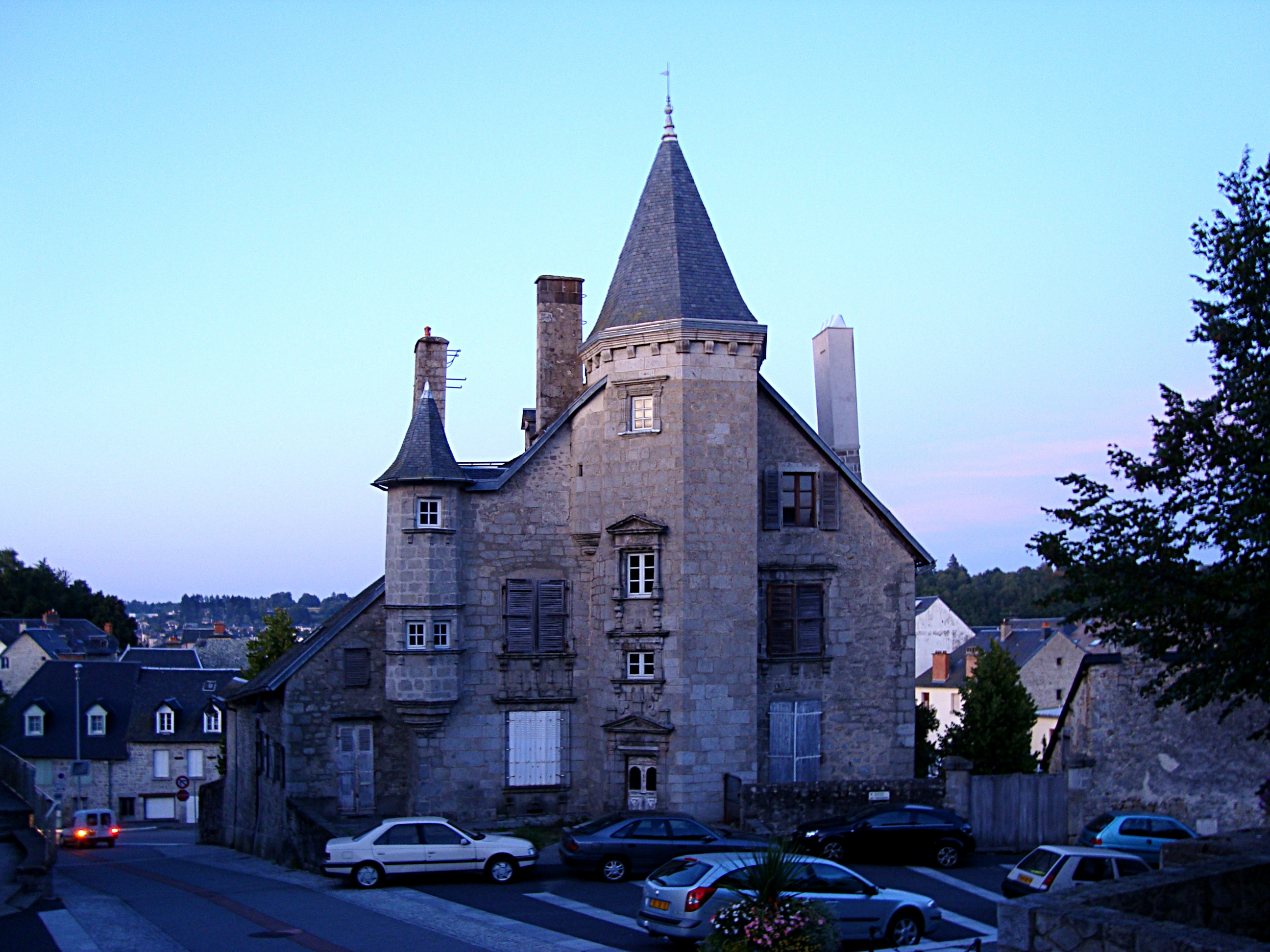
Hôtel Ventadour (16e eeuw)
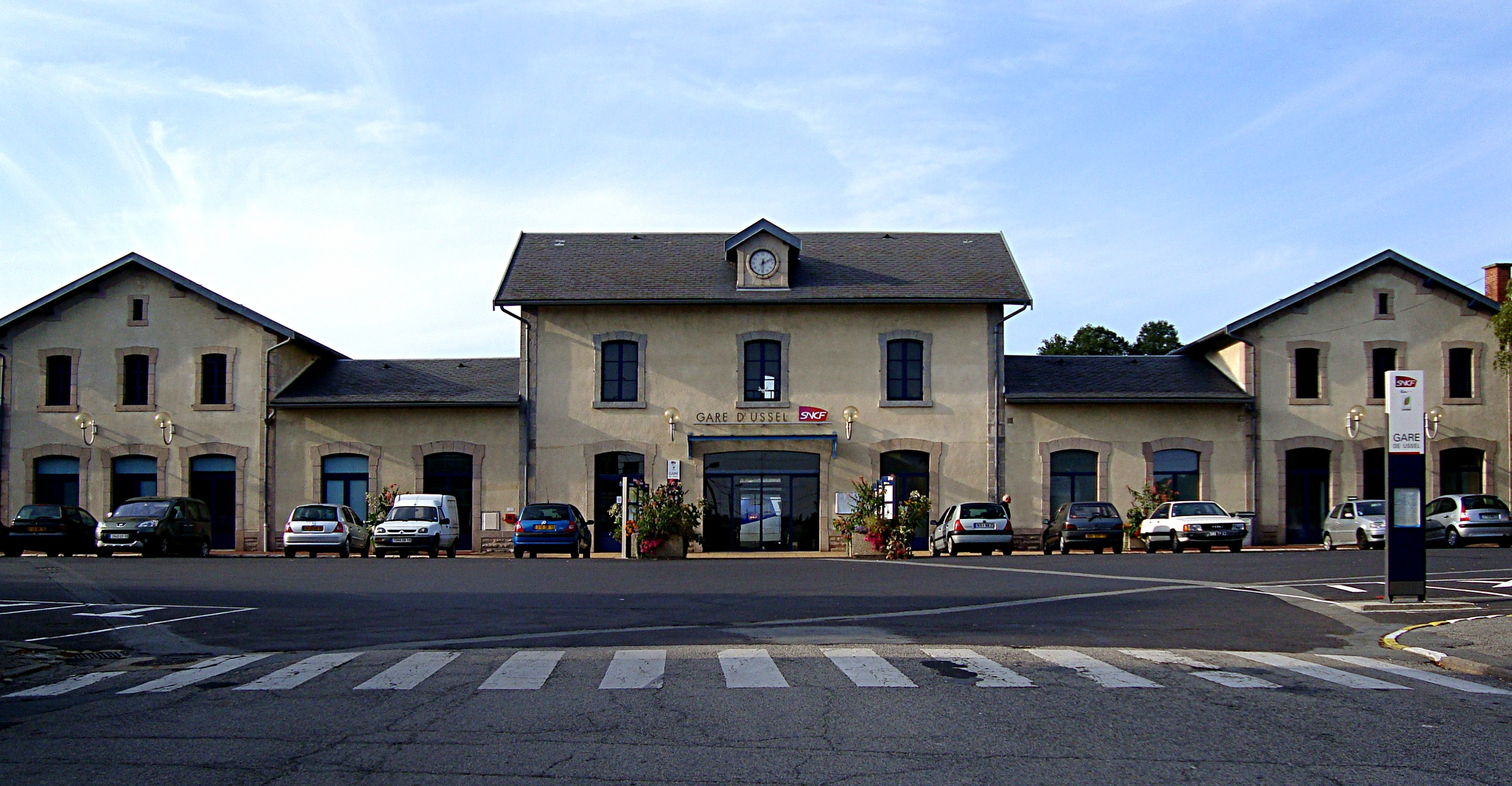
Station
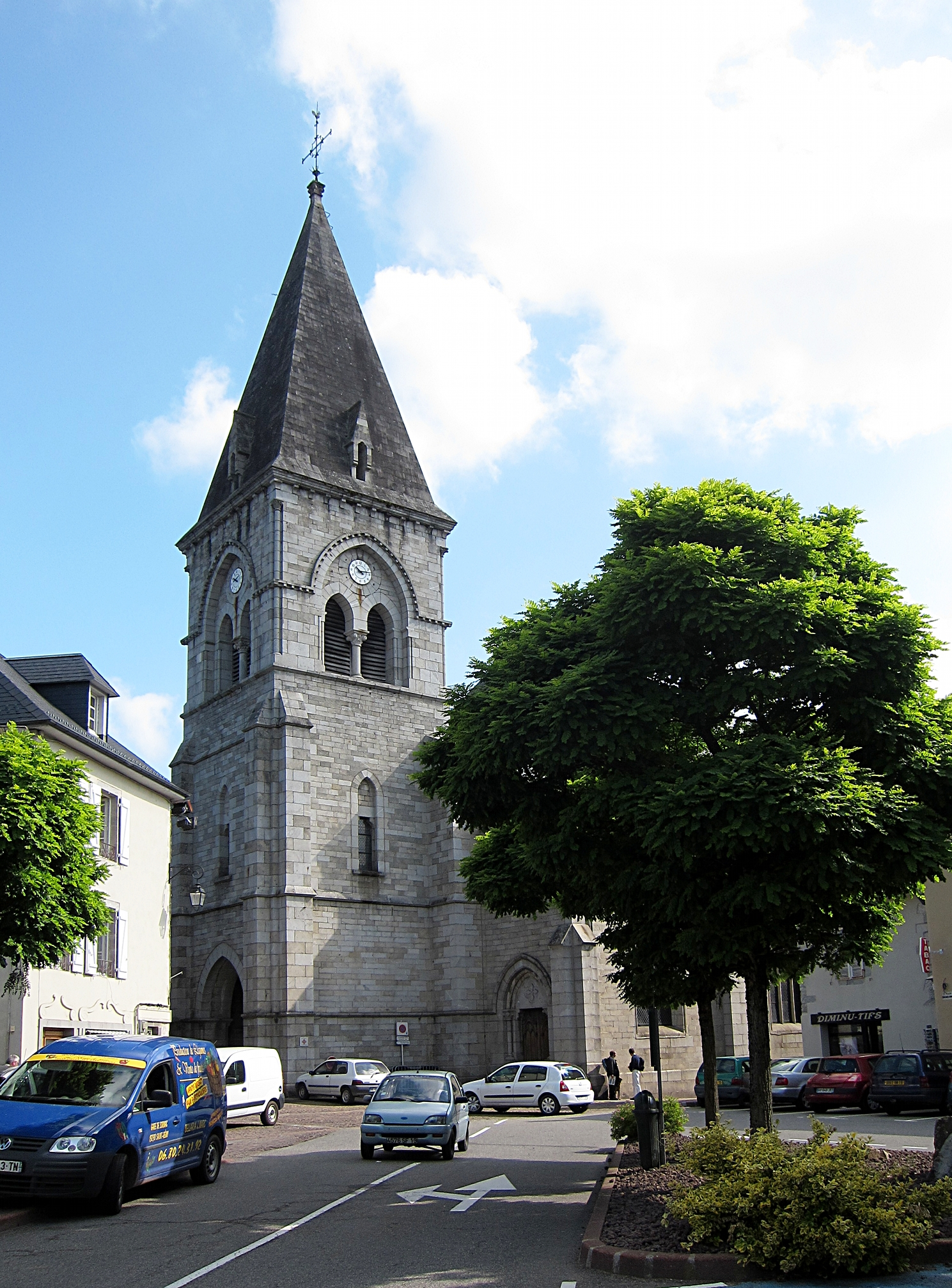
Kerk Saint-Martin
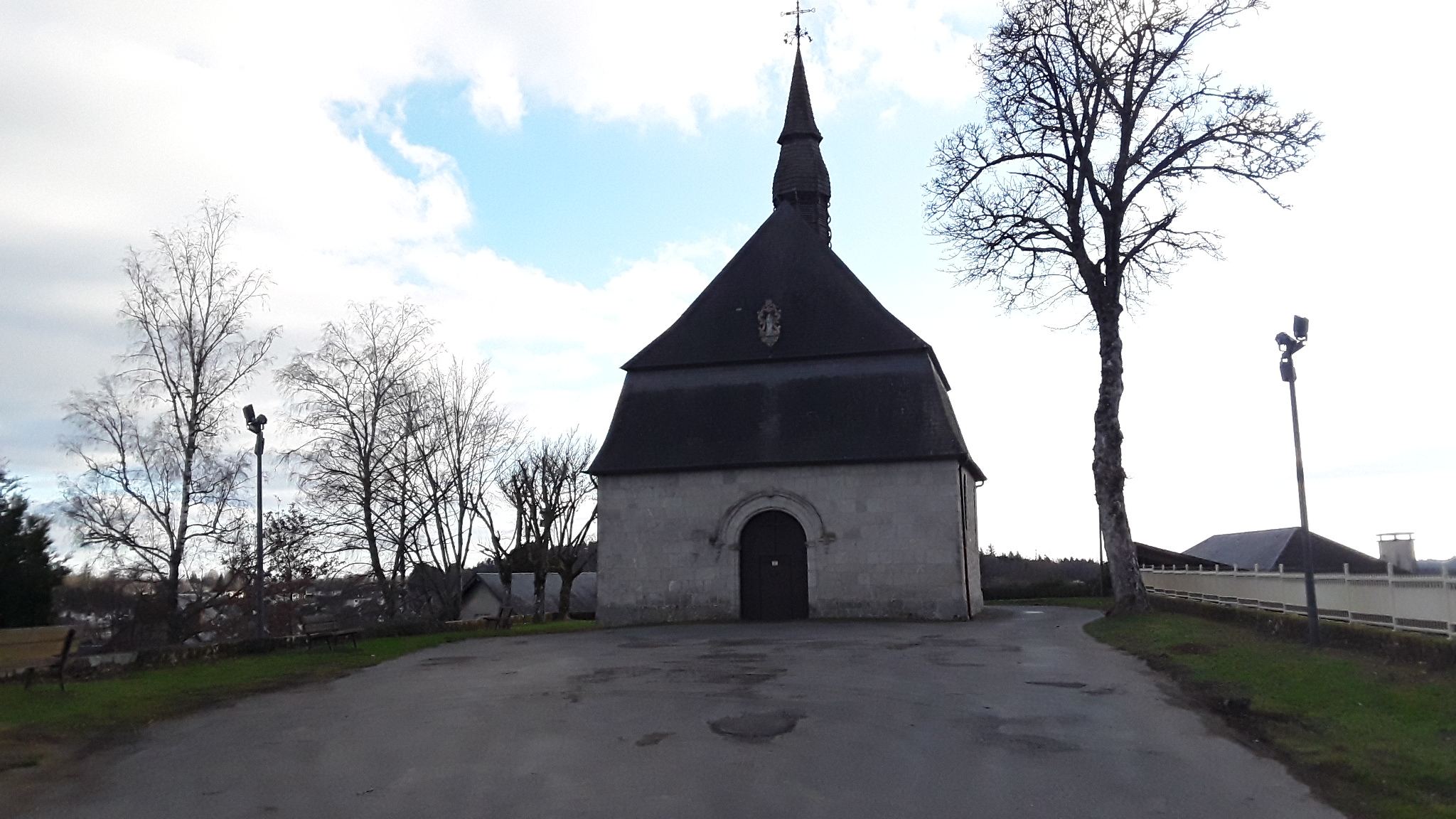
Kapel Notre-Dame de la Chabanne